# Hôtel du Louvre (Valognes)
L’hôtel du Louvre est un hôtel du XVIe siècle-XVIIIe siècle situé à Valognes dans le département de la Manche en Normandie. 

## Localisation
L'hôtel est situé au no 28, rue des religieuses.

## Historique
L'hôtel a été inscrit aux monuments historiques par un arrêté du 2 février 2012.
Le 29 août 2023, un important incendie s'est déclaré en pleine nuit dans les combles à l'arrière de ce bâtiment historique : si la façade est intacte, le deuxième étage est fortement touché ; le bâtiment avait fermé administrativement il y a plusieurs mois car il n'était plus aux normes.